# Врелска воденица
Врелска воденица У Белој Паланци је из турског периода власника турчина Афиса Усеина, изграђена крајем 18. века. После ослобођења од Турака воденица постаје власништво породице Златановић из Беле Паланке.
У непосредној близини се налази и Турски мост на Коретничкој реци, као најбоље очуван објекат из турског периода. Налази се иза врелске воденице. Назив је добила по локацији на којој се налази, Белопаланачком врелу.
Данас туристи могу да посете ову воденицу и виде како се некада млело жито и добијало брашно за хлеб. Интересантно је и то да су воденице некада биле и значајна места где су се састајали мештани ради важних договора и доношења исто тако важних одлука.